# Pável Golovachev
Pável Yákovlevich Golovachev (en bielorruso: Павел Якаўлевіч Галавачоў, romanizado: Paviel Yakaulievich Halavachou; en ruso: Павел Яковлевич Головачёв; Koshelovo, Imperio ruso, 15 de diciembre de 1917 – Minsk, Unión Soviética, 2 de julio de 1972) fue un aviador militar soviético del 9.º Regimiento de Aviación de Cazas de la Guardia de la Fuerza Aérea Soviética durante la Segunda Guerra Mundial y recibió dos veces el título de Héroe de la Unión Soviética. Se le atribuyen al menos treinta victorias aéreas.

## Biografía

### Infancia y juventud
Pável Golobachev nació el 15 de diciembre de 1917, en el seno de una familia bielorrusa de campesinos, en Koshelovo, una pequeña localidad rural situada en la Gobernación de Maguilov —entonces parte del Imperio ruso, actualmente ubicada en el óblast de Gómel en Bielorrusia— Durante su infancia, su familia vivía en el raión de Vetka, donde su padre trabajaba como guardia forestal antes de mudarse al raión de Chachersk.
En 1933, después de completar seis grados en la escuela de la ciudad de Vetka, ingresó en la escuela de oficios, donde se graduó en 1935 y posteriormente comenzó a trabajar en una planta procesadora de madera. En 1938, después de graduarse en el club de vuelo de Gómel, ingresó en el Ejército Rojo y se entrenó en la Escuela de Pilotos de Aviación Militar de Odesa, de la que se graduó en octubre de 1940. Luego fue asignado al 168.º Regimiento de Aviación de Cazas con base en la ciudad de Kirovogrado (Distrito Militar de Odesa).

### Segunda Guerra Mundial
En junio de 1941, al inicio de la invasión alemana de la Unión Soviética, estaba destinado junto con el 168.º Regimiento de Aviación de Cazas en la localidad de Tokarevka en el óblast de Nicolaiev. Inicialmente voló en misiones de ataque a tierra en el Polikarpov I-16, pero en octubre fue transferido al 69.º Regimiento de Aviación de Cazas, que pasó a llamarse 9.º Regimiento de Aviación de Cazas de la Guardia en marzo de 1942 (el regimiento era conocido informalmente como el «regimiento de ases» ya que estaba formado por ases y pilotos considerados como potenciales ases).
Durante una misión de combate en el verano de ese mismo año, fue hospitalizado por heridas de metralla después de verse obligado a realizar un aterrizaje de panza cuando su avión sufrió graves daños durante la misión; un grupo de cuatro cazas alemanes Bf 109 se habían enfrentado a Golovachev y su compañero, disparando a los cristales de su cabina y panel de instrumentos. Antes de que su avión fuera alcanzado, logró derribar a uno de los atacantes, pero al regresar a su base se dio cuenta de que el tren de aterrizaje también estaba dañado. Los cirujanos no pudieron retirar los cinco trozos de metralla restantes. Poco después de regresar al combate, fue hospitalizado nuevamente después de estrellarse en el río Don el 23 de agosto; Después de derribar un Ju-88, fue alcanzado por disparos de cañones enemigos y perdió el conocimiento. Su LaGG-3 dio un giro. Logró que el avión volviera a volar nivelado después de recuperar el conocimiento, pero la cola del avión pronto se cayó y se estrelló contra el río. Cuando fue dado de alta del hospital, recibió entrenamiento para poder pilotar el más moderno caza Yak-1 y fue asignado como comandante de vuelo en el 3.er escuadrón, comandado por el as de la aviación Amet-Jan Sultán. Como teniente del escuadrón rápidamente aumentó su número de victorias aéreas y participó en numerosos combates aéreos exitosos contra aviones alemanes incluso cuando lo superaban en número.
En 1943 se afilió al Partido Comunista. En noviembre de ese año recibió el título de Héroe de la Unión Soviética por derribar diecisiete aviones enemigos. Para entonces había participado en 92 combates aéreos y realizado 225 salidas de combate. En el verano de 1944 fue ascendido al rango de capitán y subcomandante de escuadrón.
Golovachev realizó una embestida aérea el 30 de diciembre de 1944 durante los combates en Prusia Oriental después de quedarse sin municiones mientras intentaba derribar un Ju-188 en una misión de reconocimiento. Después de embestir a los Junkers, su avión dañado entró en picado, pero logró llevar su avión de regreso al aeródromo. Por el exitoso ataque de embestida recibió la Orden de la Bandera Roja.
En febrero de 1945 asumió el mando del primer escuadrón del 900.º Regimiento de Aviación de Cazas; Obtuvo sus dos últimas victorias aéreas al derribar dos FW-190 el 25 de abril de 1945. Al final de la guerra había acumulado treinta y una victorias aéreas en solitario y una compartida, realizó 457 salidas de combate en cazas I-16. I-153, LaGG-3, Yak-1, P-39 Airacobra, La-7 y Yak-9 y participó en 125 batallas aéreas. Se le concedió el título de Héroe de la Unión Soviética por segunda vez el 29 de junio de 1945.
A lo largo de la guerra participó en numerosas batallas aéreas en el sur de Ucrania, Odesa, Stalingrado, batallas defensivas en Rostov durante las fases iniciales de la operación Azul, batallas en el río Mius durante la operación Wintergewitter, Dombás, Melitópol, Nikopól-Krivói Rog, Crimea, Gumbinnen-Goldap, Prusia Oriental, Königsberg y finalmente la batalla de Berlín.

### Posguerra
Después de la guerra, hasta junio de 1945, permaneció al mando de un escuadrón aérea del 900.º Regimiento de Aviación de Cazas estacionado en la ciudad de Oranienburgo integrado en el Grupo de Fuerzas Soviéticas en Alemania. Entre septiembre de 1945 y febrero de 1946, trabajó como comandante de un escuadrón aéreo del 760.º Regimiento de Aviación de Cazas (en el Distrito Militar de Moscú).
En 1951 se graduó en la Academia Militar de la Fuerza Aérea en Mónino, en los alrededores de Moscú, después de graduarse fue comandante del 483.º Regimiento de Aviación de Cazas (de junio de 1951 a mayo de 1952), comandante del 528.º Regimiento de Aviación de Combate (de mayo de 1952 a enero de 1954), subcomandante de la 104.º División de Aviación de Combate para entrenamiento de vuelo (de enero de 1954 a mayo de 1955) y comandante de la 336.º División de Aviación de Combate (de mayo de 1955 a diciembre de 1957).
En agosto de 1959 se graduó en la Academia Militar del Estado Mayor de las Fuerzas Armadas de la URSS. Luego ocupó una serie de altos cargos de mando en la Fuerza Aérea Soviética y se convirtió en mayor general de Aviación en 1957. Su último destino fue el de subcomandante del 26.º Ejército Aéreo en el Distrito Militar de Bielorrusia en Minsk.
Murió en Minsk en la RSS de Bielorrusia en 1972 y fue enterrado en el cementerio oriental de la capital bielorrusa.

## Condecoraciones

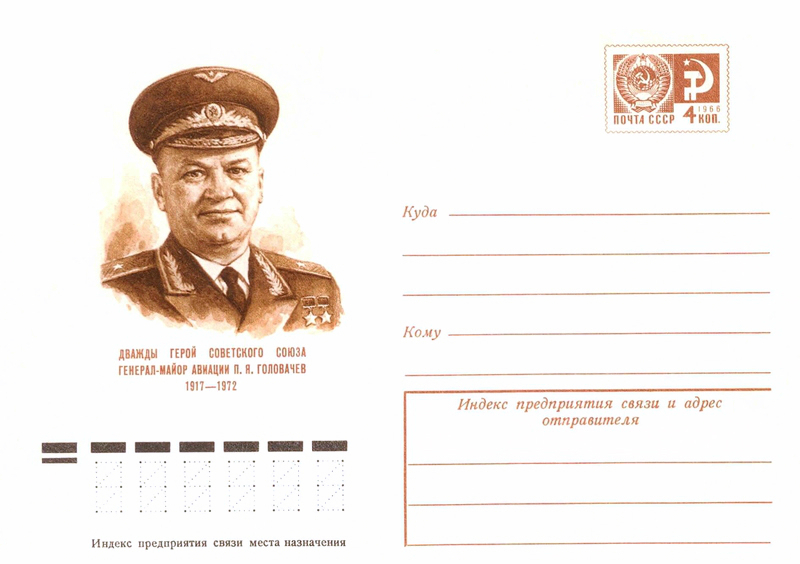
Sobre postal soviético de 1974 en honor del dos veces Héroe de la Unión Soviética Pável Golobachev

A lo largo de su vida militar, Pável Golobachev recibió las siguientes condecoraciones
|  | Héroe de la Unión Soviética, dos veces (1 de noviembre de 1943 y 29 de junio de 1945)                                                                                    |
|  | Orden de Lenin, dos veces (1 de noviembre de 1943 y 4 de junio de 1955)                                                                                                  |
|  | Orden de la Bandera Roja, seis veces (30 de agosto de 1942, 1 de agosto de 1943, 5 de enero de 1945, 24 de enero de 1945, 22 de febrero de 1955 y 22 de febrero de 1968) |
|  | Orden de la Guerra Patria de 1.er grado (26 de abril de 1943) |
|  | Orden de la Estrella Roja, dos veces (29 de abril de 1954 y 30 de diciembre de 1956)                                                                                     |
|  | Medalla por el Servicio de Combate |
|  | Medalla Conmemorativa por el Centenario del Natalicio de Lenin «Al valor militar»                                                                                        |
|  | Medalla por la Victoria sobre Alemania en la Gran Guerra Patria 1941-1945 (1945)                                                                                         |
|  | Medalla Conmemorativa del 20.º Aniversario de la Victoria en la Gran Guerra Patria de 1941-1945 (1965)                                                                   |
|  | Medalla por la Conquista de Königsberg |
|  | Medalla por la Conquista de Berlín (1945) |
|  | Medalla del 30.º Aniversario de las Fuerzas Armadas de la URSS |
|  | Medalla del 40.º Aniversario de las Fuerzas Armadas de la URSS |
|  | Medalla del 50.º Aniversario de las Fuerzas Armadas de la URSS |
|  | Medalla por Servicio Impecable de 1.er grado |